# 天主教托爾托薩教區
天主教托爾托薩教區（拉丁語：Dioecesis Dertosensis）是西班牙一個羅馬天主教教區，屬塔拉戈納總教區。
教區位於卡斯特利翁省北部和塔拉戈納省南部，成立於4世紀。2010年有教友260,449人，佔轄區總人口89.0%。教區下轄141個堂區，有123名司鐸。目前教區主教之位懸空。